# クリームインターナショナル
株式会社クリームインターナショナルは、1982年10月設立の東京都目黒区に本社を置く芸能事務所である。米国の最大手モデルエージェンシーFord Modelsとの合弁会社フォード・モデルス・ジャパンが前身。

## 沿革
- 1982年10月設立

## 所属タレント
- 秋夢乃
- 麻美
- 川島ケイジ
- 塚本耕司
- SABU
- 竹嶋康成
- 藤本隆宏
- ミツ
- 長澤壮太郎
- 中井ノエミ
- 田邊和也
- ちあきしん
- 西山由海
- 津田絵理奈
- ジョージ・チャキリス
- 季葉
- 都倉俊一 - 業務提携。個人事務所はシュン・トクラ・アンド・アソシエイツ
- 関谷桃子
- 関口まなと
- 松本博之
- ラスタ・トーマス
- ジェイミー・オン
- マギー・Q
- ダニエル・グラハム
- ゲイリ・ライ
- オーサ・ワン
- ミア・カン

## 過去の所属タレント
- 岩崎良美
- 江角マキコ
- 大沢たかお
- 大鳥れい
- 勝野洋
- 桐島かれん
- 草刈正雄
- 杉田かおる
- 中村橋之助
- 白竜
- 平幹二朗
- 三雲孝江 - 業務提携。個人事務所はオフィス・ミクモ
- 三田寛子
- 村井国夫
- 山下真司
- 渡辺裕之
- ジェニファー・コネリー - 日本国内におけるマネージメント
- シルビア・グラブ
- ダイアン・レイン - 日本国内におけるマネージメント
- トロイ・ドナヒュー - 日本国内におけるマネージメント